# Atractodes quadrispinus
Atractodes quadrispinus är en stekelart som beskrevs av Julius Theodor Christian Ratzeburg 1847. Atractodes quadrispinus ingår i släktet Atractodes och familjen brokparasitsteklar. Inga underarter finns listade.